# Булевар
Булевар (хол. Bolwerk, фр. Boulevard; такође авенија) јесте широка, добро уређена улица, најчешће окружена дрвећем, са по неколико возних трака за возила и исто тако широким пешачким стазама. У данашњим градовима су то широке улице које повезују или воде до неког важног дела града.
Сама реч потиче од германске речи „болверк” у значењу: одбрамбени зид, бастион. Булевари су настали као полупрстенасте улице на простору где су некада постојале градске зидине. Пример за такве булеваре су велики булевари у Паризу. Они су испрва имали улогу шеталишта, док су авеније биле намењене и пешацима и колима.